# The Mountaintop
The Mountaintop è un’opera teatrale della drammaturga statunitense Katori Hall, debuttata a Londra nel 2009. La pièce immagina come sia trascorsa l’ultima notte di Martin Luther King Jr. nella camera 306 del Lorraine Motel di Memphis prima del suo assassinio.

## Trama
Mentre il pastore King riposa nella sua camera di motel, la bella cameriera Camae arriva per il servizio in camera. I due flirtano innocentemente e mentre le ore passano i due discorrono delle loro speranze per il futuro e dei diritti civili che sperano di ottenere. Mentre la conversazione si fa più profonda, Camae rivela a King di essere il suo angelo, venuto ad annunciargli che verrà assassinato l’indomani. Il pastore è quindi costretto ad affrontare le sue paure, pur avendo sempre sospettato che quella fine era inevitabile.

## Produzioni
La pièce debuttò ai Trafalgar Studios di Londra nel 2009, con David Harewood e Lorraine Burroughs nei ruoli dei protagonisti. Nel 2011 il dramma debuttò a Broadway, con Samuel L. Jackson ed Angela Bassett.